# Sommaren när allting hände
Sommaren när allting hände (The Runaway Summer of Davie Shaw) är en barn- och ungdomsbok skriven av Mario Puzo 1966.
Boken handlar om en pojke som heter Davie Shaw, som skulle tillbringa sin sommar hos sin farmor och farfar. Det visar sig snart att farmor och farfar är lite speciella och inte är intresserade av att ta hand om sitt barnbarn. Istället blir det Davies farbror som tar hand om honom. Davies farbror är också något speciell och mest intresserad av experiment med sin trädgård. Dessa experiment misslyckas, och han lämnar Davie och låter honom på egen hand ta sig tvärs genom hela USA och Davie får ta sig fram på en ponny. Under sin färd träffar Davie på flera mycket excentriska och besynnerliga människor som alla har märkliga egenheter. Bland annat hamnar han hos en sekt med folk som ska lyssna efter ett speciellt klappande ljud. Han träffar på en grupp män som sitter i ett hus och är ständigt finklädda i smoking och väntar på att bli berömda trots att de inget gjort.